# Organizzazione del sapere
L’organizzazione del sapere od organizzazione della conoscenza, in inglese Knowledge Organization (KO), è una branca della scienza delle biblioteche e dell'informazione che tratta le attività di descrizione, indicizzazione e classificazione dei documenti, nel contesto di biblioteche, archivi, basi di dati ecc. Oggetto della KO sono «le attività svolte e gli strumenti usati dalle persone che lavorano in luoghi dove si raccolgono risorse informative (come, ad esempio, libri, carte geografiche, documenti, raccolte di dati, immagini) per uso umano, tanto immediato quanto futuro. Esamina i procedimenti messi in atto per rendere reperibili le risorse, sia nel caso in cui qualcuno cerchi una risorsa conoscendola già, sia quando se ne consultano centinaia, nella mera speranza di trovare qualcosa di utile. L'organizzazione della informazione sta alla base di una grande quantità di casi di ricerca di informazioni». Le tecniche tradizionali adottate da bibliotecari, archivisti e indicizzatori e fondate sulle capacità umane hanno dovuto misurarsi via via sempre di più con le tecniche di elaborazione, per mezzo di algoritmi, di grandi quantità di dati (Big data). Il campo di studi della KO si estende dalla natura e qualità dei procedimenti di organizzazione della conoscenza (KOP, knowledge organizing processes), come tassonomie e ontologia fino ai risultanti sistemi di organizzazione del sapere (KOS, knowledge organizing systems).
L'organizzazione del sapere è affrontata secondo prospettive molto differenti, secondo diverse concezioni di che cosa siano conoscenza, cognizione, lingua e organizzazione sociale. Si può dunque guardare a questa disciplina in molti modi, fra loro complementari. Sul piano della ricerca questi temi sono trattati dalla International Society for Knowledge Organization (ISKO) nella sua rivista Knowledge Organization.

## Sistemi di organizzazione del sapere

### Sistemi tradizionali
Due fra le maggiori personalità nella storia della KO sono Melvil Dewey (1851-1931) e Henry Bliss (1870-1955).
Scopo di Dewey era creare un metodo efficiente di amministrazione delle raccolte delle biblioteche, non un metodo ottimale per assistere gli utenti. Il sistema definito da Dewey tendeva alla standardizzazione delle procedure in un grande numero di biblioteche. La prima edizione del suo sistema fu pubblicata nel 1876.
Una caratteristica importante nel pensiero di Henry Bliss (e di molti altri studiosi di KO dell'epoca) è l'idea che le scienze tendano a riflettere l'ordine della natura e che la classificazione bibliografica dovrebbe riflettere l'ordine del sapere così come svelato dalla scienza:
- ordine naturale --> classificazione scientifica --> classificazione bibliografica (KO).

Ciò implica che per poter classificare i libri i bibliotecari devono conoscere l'evoluzione delle scienze. Dovrebbe anzi costituire un elemento della loro formazione: «E ancora, per quanto riguarda l'istruzione superiore dei bibliotecari, l'insegnamento dei sistemi di classificazione... sarebbe forse migliore se comprendesse fra le sue materie la sistematica enciclopedica e la metodologia delle scienze, vale a dire gli strumenti che sintetizzano i risultati più recenti nelle loro relazioni reciproche come studiate attualmente».
Fra i vari principi che si possono far risalire ai sistemi tradizionali di KO sono:
- controllo del vocabolario
- regola di Cutter sulla specificità
- principio di Hulme sulla garanzia bibliografica (1911)[3]
- organizzazione dal più generale verso il più specifico.

Ancora oggi, dopo più di un secolo di studio e di evoluzione nel campo della biblioteconomia, i sistemi "tradizionali" occupano una posizione importante nella KO e i loro principi sono per molti versi tuttora fondamentali.

### Sistema analitico, o a faccette
La data di nascita di questo sistema può essere fissata al 1933, quando fu pubblicata la Colon Classification di S.R. Ranganathan. Ulteriori sviluppi ne sono venuti, in particolare, dal British Classification Research Group, il sistema che ha influito maggiormente - in molti modi - sul campo della moderna teoria della classificazione. 
La maniera migliore di spiegare questo sistema è probabilmente illustrandone la metodologia analitico-sintetica. Con "analisi" si intende la scomposizione di ciascun soggetto nei concetti elementari che lo compongono (per esempio, i concetti "diagnosi", "raggi X" e "polmonite" nel soggetto "diagnosi della polmonite tramite i raggi X"). Il termine sintesi significa la combinazione degli elementi e dei concetti rilevanti secondo precise norme sintattiche per descrivere il contenuto concettuale della risorsa informativa che si sta trattando.
I soggetti dati (come si presentano, per esempio, nei titoli dei libri) sono prima analizzati in base a poche categorie comuni, definite "faccette". Ranganathan ha postulato cinque faccette, che si ricordano attraverso la formula PMEST: personalità, materia, energia, spazio e tempo, e che vengono presentate in ordine inverso, dalla più semplice alla più complessa:
- Tempo è il periodo associato al soggetto.
- Spazio è la componente geografica della localizzazione del soggetto.
- Energia è qualsiasi azione che si verifica in relazione al soggetto.
- Materia è la materia fisica di cui il soggetto è composto o una sua proprietà.[4]
- Personalità è la categoria principale, è molto elusiva e può essere identificata come ciò che non è Tempo, Spazio, Energia o Materia.[5]

### La tradizione del ricupero dell'informazione (IR,information retrieval)
Nella tradizione dell'IR sono stati importanti, fra gli altri, gli esperimenti di Cranfield, intrapresi negli anni Cinquanta, e gli esperimenti TREC (Text Retrieval Conferences), iniziati nel 1992. Alle ricerche di Cranfield va attribuita l'introduzione delle misure di richiamo e di precisione come criteri di valutazione dell'efficienza dei sistemi. Dagli esperimenti di Cranfield emerse che i sistemi di classificazione come la UDC e i sistemi analitici a faccette erano meno efficienti delle ricerche testuali libere o sistemi di indicizzazione di basso livello ("UNITERM"). Secondo Ellis (1996,3-6) dal test Cranfield emersero i seguenti risultati:
| sistema                    | richiamo |
| -------------------------- | -------- |
| UNITERM                    | 82,0%    |
| Intestazioni di soggetto   | 81,5%    |
| UDC                        | 75,6%    |
| Classificazione a faccette | 73,8%    |

Anche se questi dati sono stati messi in discussione, l'importanza dell'IR è cresciuta di pari passo alla perdita di prestigio delle ricerche sulla classificazione bibliografica. La tendenza dominante è diventata quella di considerare soltanto le medie statistiche. Risulta ampiamente trascurata la questione se esistano generi di ricerche per le quali altri tipi di rappresentazione - vocabolari controllati, per esempio - possano migliorare il richiamo e la precisione.

### Prospettive riferite agli utenti e prospettive cognitive
La definizione migliore che se ne può dare è attraverso il metodo: i sistemi basati sul punto di vista degli utenti devono basare il progetto di un sistema sui risultati di studi empirici degli utenti stessi.
Già dalle prime ricerche sugli utenti si è dimostrato che i sistemi di ricerca basati su espressioni verbali sono preferiti rispetto a quelli basati su simboli di classificazione. Ecco un caso di definizione di principio ricavata da studi empirici. I sostenitori della classificazione hanno dalla loro parte, ovviamente, la tesi che i simboli di classificazione corrispondono ad una definizione precisa e che gli utenti perdono informazioni importanti quando non li tengono in considerazione.
Le Folksonomy sono un genere di KO apparso di recente: indicizzazione eseguita dagli utenti anziché dai bibliotecari o dagli specialisti della disciplina. 

### Sistemi bibliometrici
Sono sistemi fondati principalmente sull'uso delle citazioni bibliografiche per organizzare reticoli di scritti, soprattutto con l'accoppiamento bibliografico (introdotto da Kessler 1963 o l'analisi delle co-citazioni, proposta autonomamente da Marsahkova 1973 e Small 1973). Negli ultimi anni si è diffusa la costruzione di rappresentazioni grafiche bibliometriche dell'organizzazione di campi di ricerca.
Due considerazioni importanti sui sistemi bibliometrici di KO sono:
1. La profondità dell'indicizzazione è determinata in parte dalla quantità di termini attribuiti a ciascun documento. Ciò corrisponde, nella indicizzazione delle citazioni, alla quantità di riferimenti presenti in un dato articolo. Gli articoli scientifici contengono - in media - dalle 10 alle 15 citazioni, corrispondenti a un buon livello di analisi profonda.
2. Le citazioni, che fungono da punti di accesso, sono prodotte dai massimi specialisti: gli autori esperti del settore, che scrivono nelle principali riviste di ricerca. Si tratta di una competenza molto più specifica di quella a monte dei cataloghi bibliotecari o dei database bibliografici.

### L'analisi di dominio
L'analisi di dominio è un concetto sociologico-epistemologico. L'indicizzazione di un dato documento dovrebbe rispecchiare le esigenze di un dato gruppo di utenti o un certo scopo ideale. In altri termini, ogni descrizione o rappresentazione di un dato documento risulta più o meno adatta al raggiungimento di un dati scopi. Una descrizione non è mai oggettiva o neutrale - lo scopo non è la normalizzazione delle descrizioni, o una descrizione valida una volta per tutte e per tutti i tipi di utenti.
La storia della biblioteca danese KVINFO può essere un esempio del sistema basato sull'analisi di dominio. KVINFO è stata fondata da Nynne Koch, bibliotecaria e scrittrice - la sua storia risale al 1965. Nynne Koch lavorava alla Biblioteca reale di Copenaghen, con mansioni che non avevano rapporto con la selezione della raccolta libraria. Interessata agli studi sulla condizione femminile, prese l'iniziativa personale di raccogliere le schede dei libri della Biblioteca reale pertinenti a quegli argomenti e progettò uno specifico sistema di classificazione. In seguito assunse la direzione di KVINFO, con la disponibilità di risorse per l'acquisto di libri e di riviste. Più avanti, KVINFO divenne una biblioteca autonoma. Va detto che la Biblioteca reale aveva un catalogo sistematico di ottima qualità. Si ritiene normalmente che un catalogo del genere permetta di ricuperare i libri rilevanti per gli utenti, a prescindere dalle loro opinioni. Il nostro esempio dimostra invece che per un gruppo specifico di utenti - le studiose femministe - era importante adottare una diversa organizzazione. In altri termini: punti di vista differenti richiedono differenti organizzazioni delle informazioni.
Per quanto riguarda la KO, soltanto l'analisi di dominio ne ha messo in discussione gli aspetti epistemologici, vale a dire ne ha messo a confronto i vari assunti di partenza e ha sottoposto ad esame le questioni della soggettività e oggettività della KO. La soggettività non riguarda soltanto le differenze fra individui, trascurabili in quanto non utili alla KO. Sono importanti, invece, i punti di vista collettivi, condivisi. Le opinioni filosofiche: in qualunque settore della conoscenza esistono opinioni differenti  - nell'arte, per esempio: cosicché si hanno differenti giudizi sulle opere d'arte, diverse opere di critica d'arte, differenti disposizioni delle opere nelle mostre e dei libri nelle biblioteche (vedi Ørom 2003). Si può insomma dire che le diverse opinioni teoriche su un qualunque argomento influiscono sui criteri di rilevanza, di necessità informative e sui criteri di organizzazione del sapere.